# Huiju

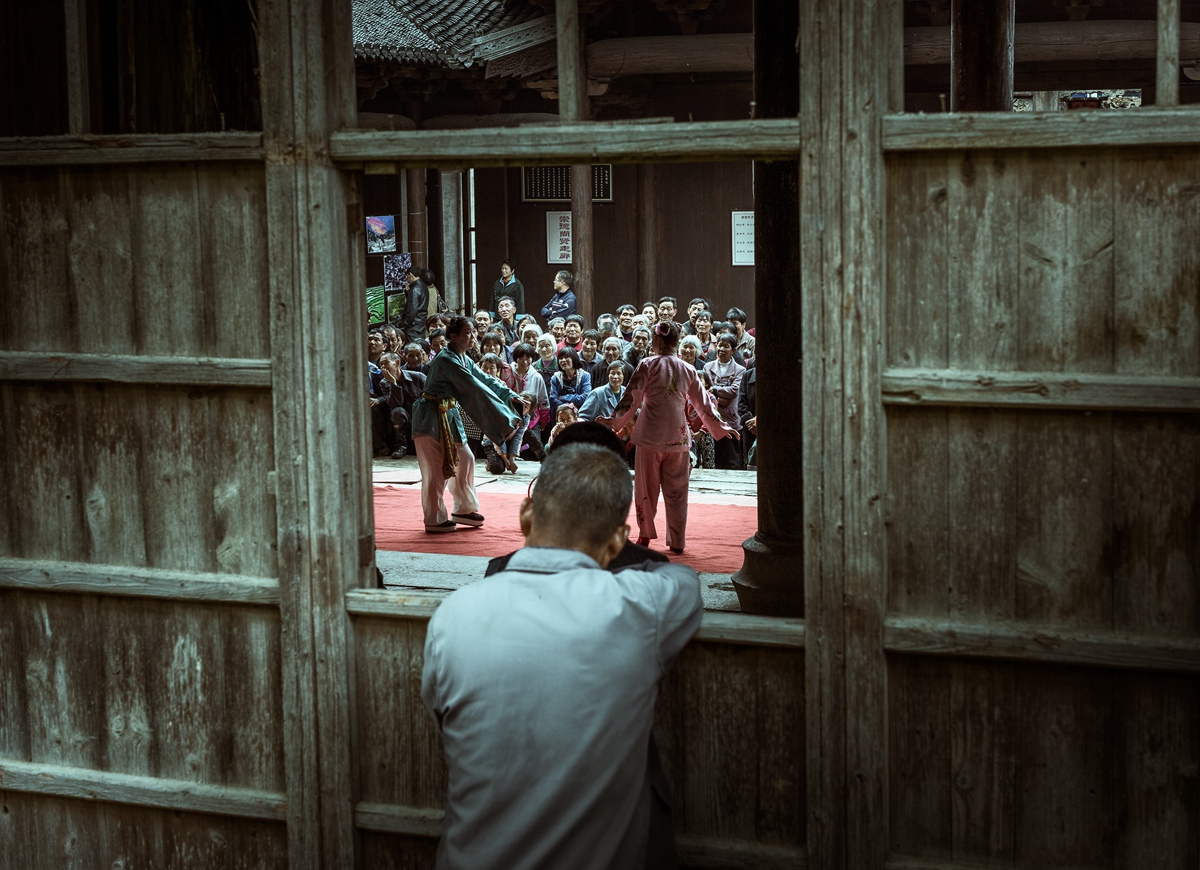
Opéra Chinois : Huiju

Le huiju (chinois : 徽剧) est une variété d'opéra chinois originaire de la province de l'Anhui au centre-est de la Chine. Il fut autrefois populaire également dans la province voisine du Zhejiang. Son nom provient de la région historique de Huizhou (actuellement la ville de Huangshan), d'où il est originaire.
Le huiju est introduit à Pékin à la fin du XVIIIe siècle et a été une influence pour la création de l'opéra de Pékin.
La troupe de huiju la plus connue est la Troupe de l'opéra huiju de la province de l'Anhui, fondée en 1956 et basée dans la ville de Hefei.